# Йориш Володимир Якович
Володи́мир Я́кович Йо́риш (нар. 13 (25) листопада 1899, Катеринослав (в інших джерелах — Нікополь) — 21 червня 1945, Київ) — український композитор і диригент. Заслужений артист УРСР (з 1932 року).

## Біографічні дані
Народився 13 (25 листопада) 1899 року в місті Катеринославі (нині Дніпро). Батько Яків Антонович Йориш (Іориш) - педагог, у 1913 - надвірний радник, інспектор Катеринославського 3-го міського чотирикласного училища (нині в цій будівлі біля головпоштамту міститься музей "Літературне Придніпров'я"). 
1917 року Володимир закінчив Катеринославське музичне училище (клас фортепіано Михайла Юлійовича Зубова (1877-1943), композитора, піаніста, викладача музики),  в  1924 році — музичний технікум, диригування, у Лева Цейтліна, композицію — у К. А. Корчмарьова.
Трудова діяльність:
- 1920 року почав диригентську діяльність у Катеринославі;
- у 1928–1931 роках — головний диригент Першої пересувної української опери;
- від 1931 року — диригент Дніпропетровського театру опери та балету;
- від 1934 року — диригент Київського театру опери та балету (від 1943 року — головний диригент).

Нагороджений орденом «Знак Пошани».

Могила Володимира Йориша

Помер 21 червня 1945 року. Похований в Києві на Байковому кладовищі (ділянка № 1).

## Твори
- опера «Кармелюк», 1929,
- «Поема про сталь», 1932,
- «Щорс» (1936).
- Опера «Шевченко» («Доля поета», 1940) на сюжет п'єси Сави Голованівського. Поставлено в Київському театрі опери та балету. Це була перша спроба втілення на оперній сцені образу Тараса Шевченка.
- Балет «Бісова ніч» (1944).
- Оркестрова музика.
- Музика до театральних вистав.
- Музична редакція опер:
  - «Наталка Полтавка» Миколи Лисенка,
  - «Запорожець за Дунаєм» Семена Гулака-Артемовського.
- Музика до фільмів:
  - «Наталка Полтавка» (1936)
  - «Запорожець за Дунаєм» (1937) Івана Кавалерідзе.